# Carrizo de la Ribera
Carrizo de la Ribera est une commune d'Espagne dans la province de León, communauté autonome de Castille-et-León. Elle s'étend sur 41,85 km2 et comptait environ 2 433 habitants en 2014.

## Démographie
| 1996 | 1998 | 2000 | 2001 | 2002 | 2003 | 2004 | 2005 | 2006 | 2007 | 2008 | 2011 | 2014 |
| ---- | ---- | ---- | ---- | ---- | ---- | ---- | ---- | ---- | ---- | ---- | ---- | ---- |
| 2829 | 2755 | 2735 | 2750 | 2679 | 2639 | 2613 | 2695 | 2698 | 2615 | 2554 | 2521 | 2433 |